# Ray Borner
Raymond Helmut Borner, más conocido como Ray Borner (nacido el 27 de mayo de 1962 en Ballarat, Victoria) es un exjugador de baloncesto australiano. Con 2.08 metros de estatura, jugaba en la posición de pívot.

## Trayectoria
- Universidad de Lousiana State (1980-1982)
- Coburg Giants (1980-1985)
- Illawarra Hawks (1985-1987)
- Sydney Kings (1987-1989)
- North Melbourne Giants (1989-1992)
- Geelong Supercats (1992-1994)
- Canberra Cannons (1994-2000)
- Wollongong Hawks (2000-2001)

## Participaciones en competiciones internacionales

### Mundiales
- Colombia 1982 5/13
- España 1986 16/24
- Argentina 1990 4/16
- Canadá 1994 6/16

### Juegos olímpicos
- Los Ángeles 1984 7/12
- Seúl 1988 4/12
- Barcelona 1992 6/12
- Atlanta 1996 4/12